# Táchiramierpitta
De táchiramierpitta (Grallaria chthonia) is een zangvogel uit de familie Grallariidae (mierpitta's). De vogel werd in 1956 door twee Amerikaanse ornithologen geldig beschreven. Het is een ernstig bedreigde, endemische vogelsoort uit het regenwoud van Venezuela.

## Herkenning
De vogel is 17 cm lang. De vogel lijkt sterk op de schubkapmierpitta (G. guatimalensis) maar deze soort is bruin van onder (in plaats van okerkleurig) en heeft vage, grijze dwarsstrepen op de borst en de flanken. Verder is de vogel bruin met een grijze kruin en nek.

## Verspreiding en leefgebied
Deze soort is endemisch in westelijk Venezuela. Het leefgebied waarin de vogel in de jaren 1950 werd waargenomen (bij de Río Chiquito in het zuidwesten van de deelstaat Táchira) was toen nog ongerept regenbos, maar dat is daarna omgezet in koffieplantages.

## Status
De táchiramierpitta heeft waarschijnlijk een zeer klein verspreidingsgebied en daardoor is er grote kans op uitsterven. Zoektochten gedurende de jaren 1990 naar deze vogel in geschikt lijkend leefgebied in de buurt, hebben geen nieuwe waarnemingen opgeleverd. De grootte van de populatie werd in 2012 door BirdLife International zeer laag (op minder dan 50 individuen) geschat. Veel bos in het gebied is omgezet in land voor agrarisch gebruik, alleen op grotere hoogte staat nog regenwoud. Om deze redenen staat deze soort als ernstig bedreigd (kritiek) op de Rode Lijst van de IUCN.